# Carlos Casal
Carlos Casal (ur. 2 sierpnia 1946 w Montevideo) – urugwajski bokser.
Uczestniczył w Letnich Igrzyskach Olimpijskich, w 1968 roku, przegrał w drugiej rundzie w wadze lekkopółśredniej z Giambattistą Caprettim.